# Карезана Нуова (Ла Специја)
Карезана Нуова је насеље у Италији у округу Ла Специја, региону Лигурија.
Према процени из 2011. у насељу је живело 170 становника. Насеље се налази на надморској висини од 192 м.